# Glipa fukiensis
Glipa fukiensis is een keversoort uit de familie spartelkevers (Mordellidae). De wetenschappelijke naam van de soort is voor het eerst geldig gepubliceerd in 1940 door Ermisch.